# Verfassungsgericht der Republik Albanien

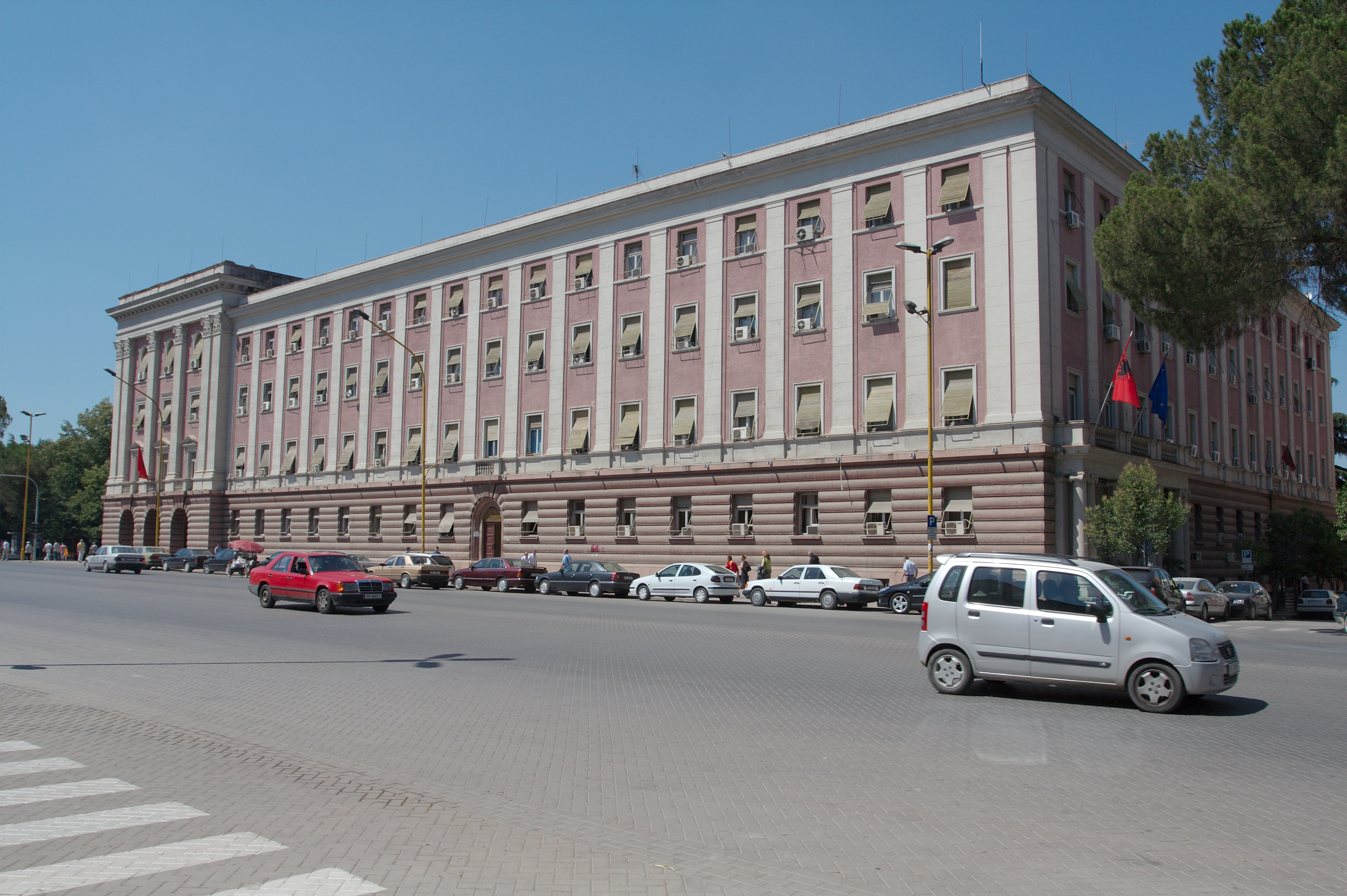
Sitz des Verfassungsgerichts in Tirana

Das Verfassungsgericht der Republik Albanien (albanisch Gjykata Kushtetuese e Republikës së Shqipërisë) prüft die Vereinbarkeit oder Verfassungsmäßigkeit von Hoheitsakten, insbesondere Gesetzen, mit der Verfassung Albaniens. Sein Sitz befindet sich in Tirana.

## Struktur

### Gesetzliche Grundlagen
Das Verfassungsgericht stützt sich allein auf die Verfassung. Sie genießt völlige organische, administrative und finanzielle Unabhängigkeit. Für die Organisation und Funktion des Gerichts ist das Gesetz Nr. 8577 vom 10. Februar 2000 zuständig.

### Organisation
Das Verfassungsgericht besteht aus neun Mitgliedern, welche vom Staatspräsidenten ernannt werden und vom Parlament bestätigt werden. Sie werden für eine Amtszeit von neun Jahren gewählt, ohne das Recht einer erneuten Wahl. Sie brauchen eine hohe berufliche Ausbildung im Bereich der Justiz und müssen mindestens 15 Jahre Berufserfahrung besitzen. Alle drei Jahre wird die Zusammensetzung des Verfassungsgerichts erneuert. Der Präsident wird ebenfalls vom Staatspräsidenten aus den Reihen der Mitglieder ernannt und muss vom Parlament bestätigt werden. Der Gerichtspräsident amtiert während drei Jahren.

### Mitglieder
Das Verfassungsgericht setzt sich aus folgenden neun Mitgliedern zusammen (in Klammern jeweils das Jahr des Amtsbeginns):
1. Holta Zaçaj (2023), Präsidentin
2. Marsida Xhaferllari (2019)
3. Fiona Papajorgji (2019)
4. Sonila Bejtja (2020)
5. Sander Beci (2022)
6. Ilir Toska (2022)
7. Gent Ibrahimi (2022)
8. Marjana Semini (2022)
9. n.n.

## Geschichte
Seit seiner Gründung am 7. Juni 1992 löste das Verfassungsgericht der Republik Albanien jährlich folgende Anzahl an Fällen:
- 1992: 12
- 1993: 13
- 1994: 11
- 1995: 16
- 1996: 46
- 1997: 62
- 1998: 79
- 1999: 67
- 2000: 96
- 2001: 213
- 2002: 243
- 2003: 279
- 2004: 210
- 2005: 256
- 2006: 251
- 2007: 222
- 2008: 171
- 2009: 136
- 2010: 143
- 2011: 209
- 2012: 206
- 2013: 206
- 2014: 260
- 2015: 268
- 2016: 333
- 2017: 475
- 2018: 123
- 2019: 40
- 2020: 103
- 2021: 201
- 2022: 238
- 2023: 353
- 2024: 408

2018 wurden die Mitglieder des Gerichts wie alle anderen Richter in Albanien durch eine unabhängige Kommission überprüft. Die Überprüfung ihrer Vermögensverhältnisse – auf Englisch vetting genannt – ist eine damals eingeführte Anti-Korruptionsmassnahme im Rahmen des EU-Beitritts. Drei Richter waren vorab zurückgetreten, fünf weitere wurden von der überprüfenden Kommission wegen Vermögenswerten, deren Herkunft nicht klar war, ihres Amtes enthoben. Da die Institutionen, die potentielle neue Kandidaten für das Gericht überprüfen sollten, nicht besetzt waren, war das Gericht 2018 und 2019 nur mit einer Person besetzt und amtsunfähig.